# Schmitten (Grigioni)
Schmitten (toponimo tedesco; in romancio Ferrera o Farrera, in italiano Ferrara o Ferrera, desueti) è un comune svizzero di 234 abitanti del Canton Grigioni, nella regione Albula.

## Geografia fisica
È situato nella valle del Landwasser, sulla sponda destra. Dista 23 km da Davos, 34 km da Coira e 51 km da Sankt Moritz. Il punto più elevato del comune è la cima del Guggernellgrat (2 810 m s.l.m.), sul confine con Albula.

## Monumenti e luoghi d'interesse

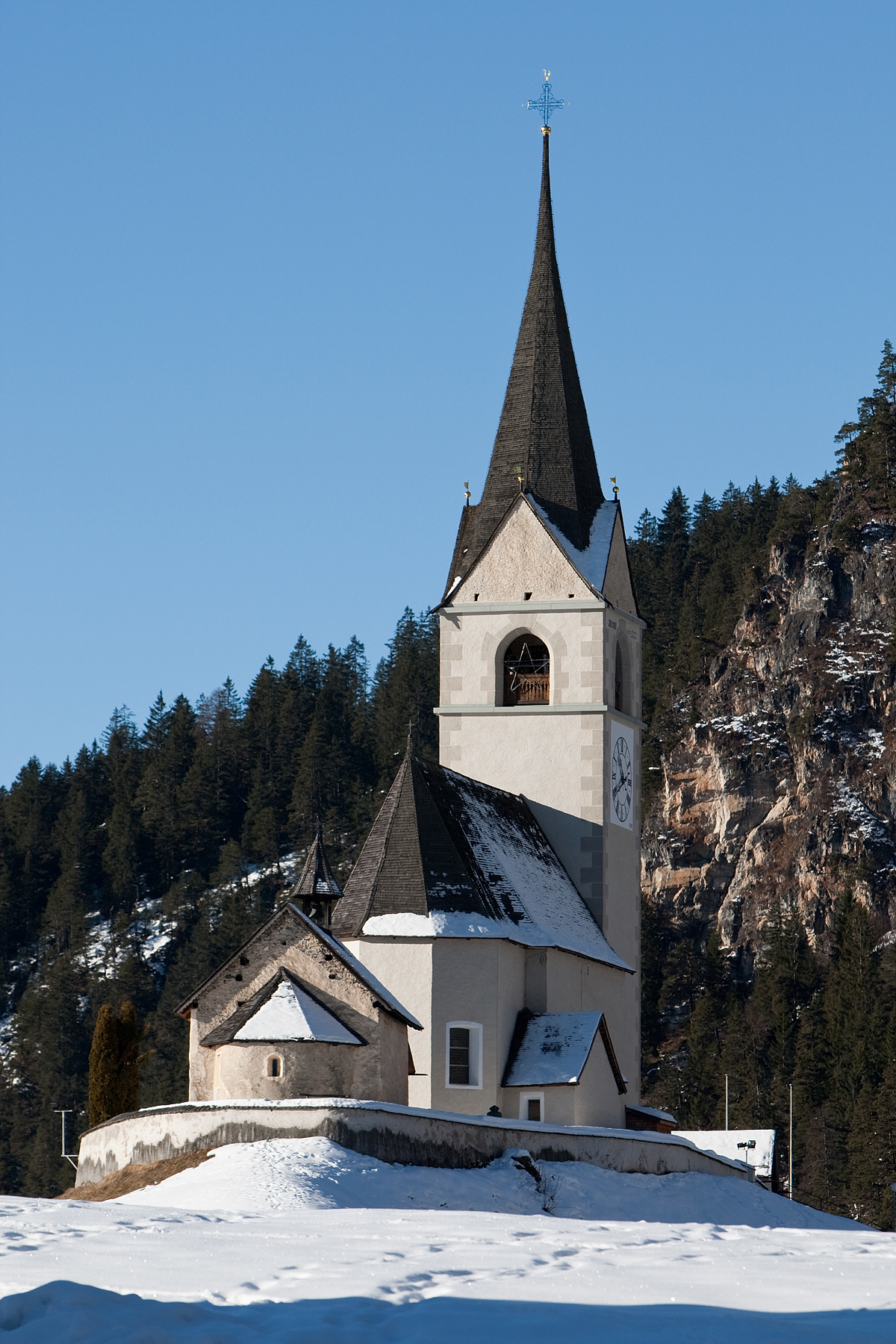
La chiesa di Ognissanti

- Chiesa cattolica di Ognissanti, eretta nel 1470-1490[1];
- Chiesa riformata, attestata dal 1608[1];
- Viadotto Landwasser.

## Società

### Evoluzione demografica
L'evoluzione demografica è riportata nella seguente tabella:
Abitanti censiti

## Infrastrutture e trasporti

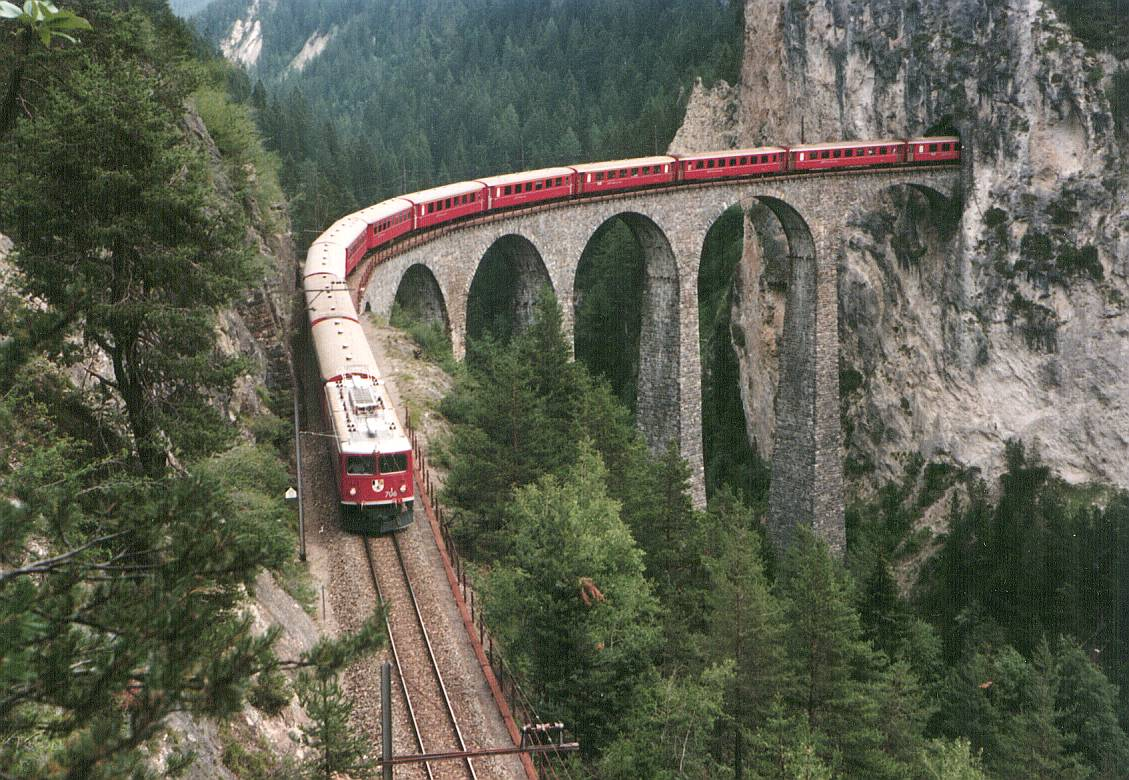
Il viadotto Landwasser

La stazione ferroviaria più vicina è quella di Davos Wiesen della Ferrovia Retica, a 7,5 km. L'uscita autostradale di Thusis, sulla A13/E43, dista 23 km.